# Warrnambool
Warrnambool är en ort i Australien. Den ligger i regionen Warrnambool och delstaten Victoria, omkring 230 kilometer väster om delstatshuvudstaden Melbourne.
Warrnambool är det största samhället i trakten.
Genomsnittlig årsnederbörd är 919 millimeter. Den regnigaste månaden är juni, med i genomsnitt 122 mm nederbörd, och den torraste är februari, med 24 mm nederbörd.